# Старо-Село (Сливенская область)
Старо-Село (болг. Старо село) — село в Болгарии. Находится в Сливенской области, входит в общину Сливен. Население составляет 226 человек.

## Политическая ситуация
В местном кметстве Старо-Село, в состав которого входит Старо-Село, должность кмета (старосты) исполняет Анка Тодорова Друмева (Болгарская социалистическая партия (БСП)) по результатам выборов правления кметства.
Кмет (мэр) общины Сливен — Йордан Лечков Янков (Граждане за европейское развитие Болгарии (ГЕРБ)) по результатам выборов в правление общины.